# Бреза (Б'єловар)
45°52′ пн. ш. 16°43′ сх. д. / 45.87° пн. ш. 16.71° сх. д.
Бреза (хорв. Breza) — населений пункт у Хорватії, у Б'єловарсько-Білогорській жупанії у складі міста Б'єловар.

## Населення
Населення за даними перепису 2011 року становило 102 осіб.
Динаміка чисельності населення поселення: